# Combatentes pela Liberdade Econômica
Os Combatentes da Liberdade Econômica (em inglês: Economic Freedom Fighters, EFF) é um partido político de esquerda ou de extrema-esquerda da África do Sul. O partido foi fundado por Julius Malema, ex-dirigente expulso do Congresso Nacional Africano (ANC). Malema é o presidente do EFF, dirigindo a Equipa de Comando Central que funciona como a estrutura central do partido.

## Políticas
O EFF "retira inspiração da larga tradição do Marxismo-leninismo e escolas de pensamento Fanonianas nas suas análises sobre o Estado, imperialismo, cultura e contradições de classe em todas as sociedades."
O partido critica o ANC e a Aliança Democrática (DA; principal partido de oposição), pelas suas alegadas posições a favor das grandes empresas e grande capital, que afirmam ter levado à venda da população negra sul-africana ao capitalismo como mão-de-obra barata. O EFF promete combater corrupção, oferecer habitações sociais de qualidade, bem como oferecer serviços de saúde e educação gratuitos para todos e, por fim, propõe a expropriação da "terra roubada", nacionalização das minas e dos bancos, aumentar para o dobro os subsídios sociais e o salário mínimo, e acabar com o sistema de portagens proposto nas autoestradas.
O EFF retira forte inspiração na figura de Thomas Sankara (ex-líder do Burkina Faso) em termos ideológicos e de estilo. Numa coluna de Maio de 2014, o destaco membro dos EFF Jackie Shandu declarou o seu partido como uma "formação orgulhosamente Sankarista".
O partido é fortemente crítico dos grandes empresários negros do país e dos donos negros do importante setor mineiro sul-africano. Num discurso na Oxford Union em Novembro de 2015, Malema fez um cerrado ataque ao bilionário dono mineiro Patrick Motsepe. Com protestos contínuos em 2015, o EFF entregou uma lista de exigências que incluiam a socialização do setor mineiro e apelou para metas mais claras acerca dos 26% de BEE exigidos por lei. O EFF é um claro defensor da expansão do papel das empresas estatais sul-africanas no setor mineiro.
Um dos aspectos mais controversos do EFF é a sua defesa da reintrodução da pena de morte na África do Sul, abolida em 1995.

## Resultados eleitorais

### Eleições legislativas
| Data | Líder         | CI. | Votos     | %            | +/- | Deputados | +/- | Status   |
| ---- | ------------- | --- | --------- | ------------ | --- | --------- | --- | -------- |
| 2014 | Julius Malema | 3.º | 1 169 259 | 6,4 / 100,0  |     | 25 / 400  |     | Oposição |
| 2019 | Julius Malema | 3.º | 1 881 521 | 10,8 / 100,0 | 4,4 | 44 / 400  | 19  | Oposição |

### Eleições regionais

#### Cabo Ocidental
| Data | CI. | Votos  | %           | +/- | Deputados | +/- | Status   |
| ---- | --- | ------ | ----------- | --- | --------- | --- | -------- |
| 2014 | 3.º | 44 762 | 2,1 / 100,0 |     | 1 / 42    |     | Oposição |
| 2019 | 3.º | 83 075 | 4,0 / 100,0 | 1,9 | 2 / 42    | 1   | Oposição |

#### Cabo Oriental
| Data | CI. | Votos   | %           | +/- | Deputados | +/- | Status   |
| ---- | --- | ------- | ----------- | --- | --------- | --- | -------- |
| 2014 | 4.º | 75 776  | 3,5 / 100,0 |     | 2 / 63    |     | Oposição |
| 2019 | 3.º | 154 821 | 7,8 / 100,0 | 4,3 | 5 / 63    | 3   | Oposição |

#### Cabo Setentrional
| Data | CI. | Votos  | %           | +/- | Deputados | +/- | Status   |
| ---- | --- | ------ | ----------- | --- | --------- | --- | -------- |
| 2014 | 3.º | 20 951 | 5,0 / 100,0 |     | 2 / 30    |     | Oposição |
| 2019 | 3.º | 38 527 | 9,7 / 100,0 | 4,7 | 3 / 30    | 1   | Oposição |

#### Estado Livre
| Data | CI. | Votos   | %            | +/- | Deputados | +/- | Status   |
| ---- | --- | ------- | ------------ | --- | --------- | --- | -------- |
| 2014 | 3.º | 82 674  | 8,2 / 100,0  |     | 2 / 30    |     | Oposição |
| 2019 | 3.º | 111 427 | 12,6 / 100,0 | 4,4 | 4 / 30    | 2   | Oposição |

#### Gauteng
| Data | CI. | Votos   | %            | +/- | Deputados | +/- | Status   |
| ---- | --- | ------- | ------------ | --- | --------- | --- | -------- |
| 2014 | 3.º | 451 318 | 10,3 / 100,0 |     | 8 / 73    |     | Oposição |
| 2019 | 3.º | 634 387 | 14,7 / 100,0 | 4,4 | 11 / 73   | 3   | Oposição |

#### Kwazulu-Natal
| Data | CI. | Votos   | %           | +/- | Deputados | +/- | Status   |
| ---- | --- | ------- | ----------- | --- | --------- | --- | -------- |
| 2014 | 5.º | 70 823  | 1,9 / 100,0 |     | 2 / 80    |     | Oposição |
| 2019 | 4.º | 349 202 | 9,7 / 100,0 | 7,8 | 8 / 80    | 6   | Oposição |

#### Limpopo
| Data | CI. | Votos   | %            | +/- | Deputados | +/- | Status   |
| ---- | --- | ------- | ------------ | --- | --------- | --- | -------- |
| 2014 | 2.º | 156 982 | 10,7 / 100,0 |     | 6 / 49    |     | Oposição |
| 2019 | 2.º | 209 488 | 14,4 / 100,0 | 3,7 | 7 / 49    | 1   | Oposição |

#### Mpumalanga
| Data | CI. | Votos   | %            | +/- | Deputados | +/- | Status   |
| ---- | --- | ------- | ------------ | --- | --------- | --- | -------- |
| 2014 | 3.º | 83 589  | 6,3 / 100,0  |     | 2 / 30    |     | Oposição |
| 2019 | 2.º | 155 573 | 12,8 / 100,0 | 6,5 | 4 / 30    | 2   | Oposição |

#### Noroeste
| Data | CI. | Votos   | %            | +/- | Deputados | +/- | Status   |
| ---- | --- | ------- | ------------ | --- | --------- | --- | -------- |
| 2014 | 2.º | 143 765 | 13,2 / 100,0 |     | 5 / 33    |     | Oposição |
| 2019 | 2.º | 177 983 | 18,6 / 100,0 | 5,4 | 6 / 33    | 1   | Oposição |